# Сліпуни
Сліпуни (Typhlopidae) — родина плазунів з підряду Змій. Має 10 родів та 203 види. Інша назва «сліпозмійки».

## Опис
Загальна довжина 7—28 см. Максимальний розмір сягає 97 см. Морда помітно видається вперед. Головні щитки пристосовані до копального способу життя. Череп щільний, компактний, з менш розвиненим кінетизмом, ніж у більш еволюційно розвинених змій. Рот знаходиться на нижній поверхні голови. У низки видів область очей взагалі зовні не виражена. Будова тіла вказує на пристосованість до риття, підземного способу життя. Тіло вкрите гладенькою округлою лускою. Черевні і спинні луски мають рівні розміри. Має дуже короткий й товстий хвіст, який закінчується гострим шипиком. Сильно редуковані очі проглядають з-під щільних рогових щитків у вигляді темних плям. Передщелепні та верхньощелепні кістки не торкаються одна одної. Передщелепні, піднебіні і нижньощелепні кістки не мають зубів. Верхньощелепні кістки мають кілька дрібних зубів на своєму задненижньому кінці. Носові кістки широко з'єднані з лобовими та передлобної кістками. Надскронні кістки відсутні. Рудименти таза є у представників усіх родів, у деяких сліпунів також зберігаються й рудименти задніх кінцівок.

## Спосіб життя
Полюбляють тропічні, субтропічні райони. Значну частину життя проводять під землею. Активні вночі. Часто зустрічаються у термітниках. Живляться безхребетними, їх личинками та яйцями.
Це яйцекладні змії. Зустрічаються випадки партеногенезу.

## Розповсюдження
Мешкають в Південній та Північній Америці, південній Європі, Африці, південній Азії, Індо-Австралійському архіпелазі, островах Тихого океану.

## Роди
- Acutotyphlops
- Afrotyphlops
- Austrotyphlops
- Cyclotyphlops
- Grypotyphlops
- Letheobia
- Megatyphlops
- Ramphotyphlops
- Rhinotyphlops
- Typhlops